# Chiesa di San Pietro (Avigliana)
La chiesa di San Pietro è un edificio di culto particolarmente importante del comune di Avigliana, in Val di Susa, ad una ventina di chilometri da Torino.

## Storia
Situata al centro dell'omonimo borgo pare sia stata fondata da Giuseppe Birillo di Novalesa, tra il IX e X secolo  dopo la distruzione della loro abbazia da parte dei saraceni e su un preesistente tempio pagano. La parte più antica oggi esistente (le due absidi) risale tra la fine del X secolo e gli inizi dell'XI; la costruzione del campanile e l'ampliamento dell'edificio a uso parrocchiale alla fine dell'XI secolo- inizi del XII. La prima cappella a sinistra si colloca oltre la metà del Trecento, mentre la seconda a sinistra (conosciuta come cappella della Maddalena) risale oltre la prima metà del XV secolo; il fastigio della facciata viene eseguito entro il 1450. La sommità del campanile venne ricostruita tra il 1868 e il 1869, in seguito a un fulmine che l'aveva fatta crollare.
L'ultimo intervento per la valorizzazione scenografica della chiesa si ebbe nel 1842 con la costruzione della scalinata in cotto e pietra. Inizialmente si entrava da via San Pietro dalla parte dell'antico pozzo.
Essa presenta caratteristiche prettamente romaniche. Si sono aggiunte successivamente decorazioni in stile gotico tra il XIV e il XV secolo.
Ha tre navate.

## Affreschi
All'interno vi sono numerosi affreschi, eseguiti tra l'XI e il XV secolo.

### Navata centrale: prima cappella a sinistra
Nella parte a sinistra della finestra: san Giacomo, la Vergine e altri santi; sant'Andrea davanti alla croce.
A destra della finestra: san Giacomo entra nella città attraverso una porta turrita (Gerusalemme); raffigurazione frammentaria della Pesca Miracolosa.

### Parete sinistra della navata centrale
In posizione centrale la Madonna della Misericordia (frammenti)

### Navata minore: cappella di fondo
È molto probabile che la cappella fosse completamente dipinta. Il dipinto, attualmente visibile, viene
"tradizionalmente e, si direbbe plausibilmente, identificato col Castello di Avigliana".
Quest'ultimo affresco risale al 1480

## Cimitero
Annesso alla Chiesa, sul lato est, dalla fine del secolo XVIII vi è un piccolo cimitero recintato, non più in uso dall'inizio del secolo XX.